# Gloeocystidiellaceae
Famille
Les Gloeocystidiellaceae forment une famille de champignons basidiomycètes classée dans l’ordre des Russulales, autrefois dans l’ordre des Hericiales.

## Liste des genres et espèces
Selon NCBI (2 novembre 2013) :
- genre Gloeocystidiellum
  - Gloeocystidiellum aculeatum
  - Gloeocystidiellum aspellum
  - Gloeocystidiellum bisporum
  - Gloeocystidiellum clavuligerum
  - Gloeocystidiellum compactum
  - Gloeocystidiellum formosanum
  - Gloeocystidiellum heimii
  - Gloeocystidiellum kenyense
  - Gloeocystidiellum porosellum
  - Gloeocystidiellum porosum
  - Gloeocystidiellum purpureum
  - Gloeocystidiellum subasperisporum
  - Gloeocystidiellum triste
  - Gloeocystidiellum wakullum
- genre Laxitextum
  - Laxitextum bicolor